# Katarzyna (serial telewizyjny 2014)
Katarzyna (org. Екатерина) – rosyjski miniserial historyczny z 2014 roku, będący biografią rosyjskiej carycy Katarzyny II

## Fabuła
Akcja rozpoczyna się w roku 1744. 15-letnia niemiecka księżniczka Zofia Fryderyka Augusta, późniejsza caryca, ma poślubić 17-letniego Piotra Ulryka, który w przyszłości zostanie carem Piotrem III. Przybywa do Rosji, jednak wybranek Katarzyny nie jest nią specjalnie zainteresowany. Młoda Niemka wkracza na pełen intryg i romansów dwór.

## Obsada
- Marina Aleksandrowa – Katarzyna II Wielka
- Aleksandr Jacenko – Piotr III
- Julija Aug – Elżbieta Romanowa
- Aleksandr Łazariew – Aleksiej Razumowski
- Władimir Mieńszow – Aleksiej Bestużew-Riumin
- Rinal Mukhametow – Siergiej Sałtykow
- Maksim Kerin – Brekdorf
- Nikolai Kozak – Aleksander Szuwałow
- Witalij Krawczenko – Stiepan Apraksin
- Isabelle Schosing – Joanna Elżbieta Holstein-Gottorp
- Hartmut Krug – Fryderyk II Wielki
- Marcin Stec – Stanisław August Poniatowski
- Kirill Rubtsov – Iwan Betskoj
- Sergei Strelnikov – Grigorij Orłow
- Vitas Eyzenakh – Baron Mardefeld
- Konstantin Ławronienko – Jean Armand de Lestocq[1]